# Bouldermatka

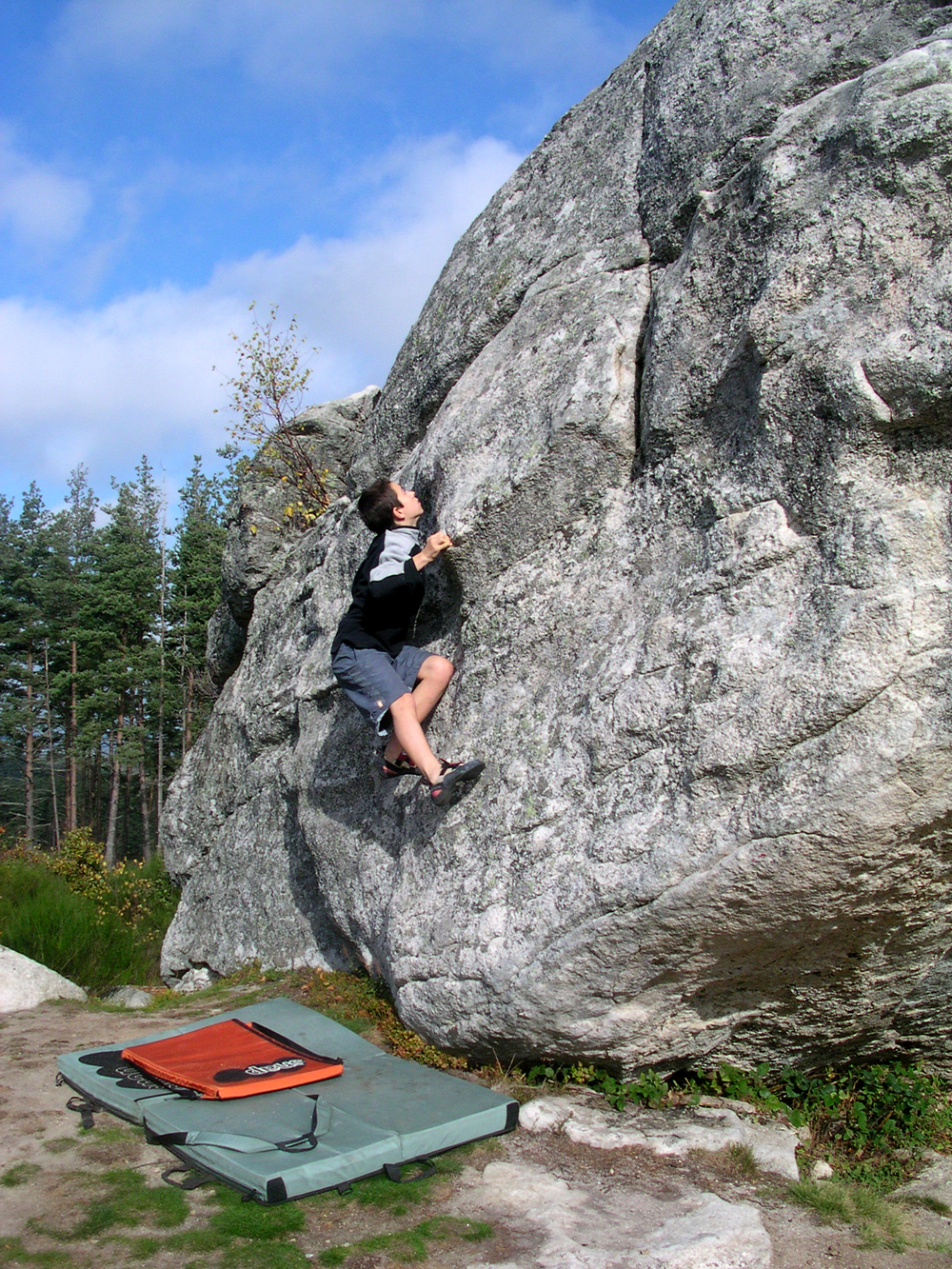
bouldermatka a lezec

Bouldermatka (anglicky: crashpad či bouldering mat) je měkká podložka — matrace (něco jako žíněnka), která se používá při boulderingu, tj. lezení po menších skalních balvanech bez jištění, či na nízkých umělých (boulderingových) stěnách (hovorově bouldrovkách). Chrání před úrazem při pádu. Je vyrobená z několika různě tuhých vrstev molitanu a obalená odolnou tkaninou.
Měla by být co nejvíce skladná a odolná, aby se s ní co nejlépe cestovalo, zároveň však dostatečně do šířky pokrývat dopadovou plochu, kam se jich někdy skládá i více najednou, především u vysokých bouldrů (highbólů) nebo dlouhých traverzů.

## Výrobci
Bouldermatky vyrábí např. firmy Beal, Black Diamond, DMM, Edelrid, Grivel, Metolius, OCÚN, Pad, Petzl, Simond a Singing Rock.